# Воробьёвка (Акмолинская область)
Воробьёвка (каз. Воробьевка) — село в Буландынском районе Акмолинской области Казахстана. Входит в состав Журавлевского сельского округа. Код КАТО — 114039200.

## География
Село расположено в южной части района, возле озера Талдыколь, на расстоянии примерно 87 километров (по прямой) к юго-западу от административного центра района — города Макинск, в 8 километрах к юго-западу от административного центра сельского округа — села Журавлёвка. 
Абсолютная высота — 284 метров над уровнем моря.
Ближайшие населённые пункты: село Журавлёвка — на востоке, село Жана-Турмыс — на юге, село Айнаколь — на юго-западе.
Близ села проходит автодорога областного значения КС-8 «Новый Колутон — Акколь — Азат — Минское».

## Население
В 1989 году население села составляло 452 человек (из них русские — 59%).
В 1999 году население села составляло 430 человек (197 мужчин и 233 женщины). По данным переписи 2009 года, в селе проживали 303 человека (142 мужчины и 161 женщина).
| Численность населения | Численность населения | Численность населения |
| 1989                  | 1999                  | 2009                  |
| --------------------- | --------------------- | --------------------- |
| 452                   | ↘430                  | ↘303                  |

## Улицы[4]
- ул. Воробьёвская,
- ул. Жастар,
- ул. Новая,
- ул. Новосёлов,
- ул. Сарыарка,
- ул. Целинная.

Решением акима Журавлевского сельского округа Буландынского района Акмолинской области от 16 ноября 2020 года № 2, зарегистрированное Департаментом юстиции Акмолинской области 20 ноября 2020 года № 8164 — в селе Воробьёвка были переименованы 2 улицы.